# Toba (cannoniera)
La Toba (鳥羽) fu una cannoniera fluviale della Marina imperiale giapponese che operò sul fiume Yangtze in Cina nel corso degli anni 30, e durante la seconda guerra sino-giapponese.
La nave venne incorporata nell'11º Gruppo (Sentai) Cannoniere.